# Вайт-Касл (Луїзіана)
Вайт-Касл (англ. White Castle) — місто (англ. town) в США, в окрузі Ібервіль штату Луїзіана. Населення — 1722 особи (2020).

## Географія
Вайт-Касл розташований за координатами 30°9′42″ пн. ш. 91°8′55″ зх. д. / 30.16167° пн. ш. 91.14861° зх. д. (30.161694, -91.148535).  За даними Бюро перепису населення США в 2010 році місто мало площу 1,91 км², з яких 1,90 км² — суходіл та 0,01 км² — водойми.

## Демографія
Згідно з переписом 2010 року, у місті мешкали 1883 особи в 681 домогосподарстві у складі 448 родин. Густота населення становила 988 осіб/км².  Було 757 помешкань (397/км²).
Расовий склад населення:
| - 85,0 % — чорних або афроамериканців - 13,8 % — білих - 0,1 % — корінних американців - 0,1 % — азіатів |

До двох чи більше рас належало 0,6 %. Частка іспаномовних становила 1,3 % від усіх жителів.
За віковим діапазоном населення розподілялося таким чином: 31,7 % — особи молодші 18 років, 56,0 % — особи у віці 18—64 років, 12,3 % — особи у віці 65 років та старші. Медіана віку мешканця становила 32,2 року. На 100 осіб жіночої статі у місті припадало 85,0 чоловіків;  на 100 жінок у віці від 18 років та старших — 78,8 чоловіків також старших 18 років.
Середній дохід на одне домашнє господарство  становив 34 850 доларів США (медіана — 23 261), а середній дохід на одну сім'ю — 44 132 долари (медіана — 31 875). Медіана доходів становила 41 458 доларів для чоловіків та 29 167 доларів для жінок. За межею бідності перебувало 42,2 % осіб, у тому числі 53,4 % дітей у віці до 18 років та 30,2 % осіб у віці 65 років та старших.
Цивільне працевлаштоване населення становило 691 особа. Основні галузі зайнятості: освіта, охорона здоров'я та соціальна допомога — 31,1 %, публічна адміністрація — 13,2 %, роздрібна торгівля — 9,8 %, виробництво — 9,4 %.